# 1979-es síkvízi kajak-kenu világbajnokság
Az 1979-es síkvízi kajak-kenu világbajnokságot a németországi Duisburgban rendezték 1979-ben. Ez a tizenötödik kajak-kenu világbajnokság volt. A magyar csapat az éremtáblázaton a negyedik helyezést érte el összesítésben.

## Éremtáblázat
*   Rendező
  *   Magyarország
| Helyezés | Ország        | Arany | Ezüst | Bronz | Összesen |
| -------- | ------------- | ----- | ----- | ----- | -------- |
| 1.       | Szovjetunió   | 7     | 6     | 3     | 16       |
| 2.       | NDK           | 5     | 2     | 1     | 8        |
| 3.       | Románia       | 2     | 2     | 5     | 9        |
| 4.       | Magyarország  | 2     | 2     | 3     | 7        |
| 5.       | Norvégia      | 1     | 1     | 0     | 2        |
| 6.       | Jugoszlávia   | 1     | 0     | 0     | 1        |
| 7.       | Lengyelország | 0     | 2     | 2     | 4        |
| 8.       | Bulgária      | 0     | 1     | 1     | 2        |
| 9.       | Ausztrália    | 0     | 1     | 0     | 1        |
| 9.       | NSZK          | 0     | 1     | 0     | 1        |
| 11.      | Csehszlovákia | 0     | 0     | 1     | 1        |
| 11.      | Franciaország | 0     | 0     | 1     | 1        |
| 11.      | Spanyolország | 0     | 0     | 1     | 1        |
| Összesen | Összesen      | 18    | 18    | 18    | 54       |

## Eredmények

### Férfiak

#### Kenu
| Versenyszám | Arany                                          | Arany    | Ezüst                                                  | Ezüst    | Bronz                                        | Bronz    |
| ----------- | ---------------------------------------------- | -------- | ------------------------------------------------------ | -------- | -------------------------------------------- | -------- |
| C1 500 m    | Szergej Posztrehin · Szovjetunió               | 2:03,32  | Ulrich Eicke · NSZK                                    | 2:03,36  | Ljubomir Ljubenov · Bulgária                 | 2:04,02  |
| C1 1000 m   | Wichmann Tamás · Magyarország                  | 4:22,09  | Ljubomir Ljubenov · Bulgária                           | 4:23,70  | Ivan Patzaichin · Románia                    | 4:25,27  |
| C1 10 000 m | Wichmann Tamás · Magyarország                  | 49:08,41 | Szerhej Liminovics · Szovjetunió                       | 49:16,93 | Ivan Patzaichin · Románia                    | 49:50,27 |
| C2 500 m    | Ivan Patzaichin · Petre Capusta · Románia      | 1:50,19  | Szerhij Petrenko · Alekszandr Vinogradov · Szovjetunió | 1:50,41  | Marek Łbik · Piotr Pawlowski · Lengyelország | 1:50,41  |
| C2 1000 m   | Vaszil Jurcsenko · Jurij Lobanov · Szovjetunió | 3:54,04  | Buday Tamás · Frey Oszkár · Magyarország               | 3:56,57  | Toma Simionov · Gheorghe Simionov · Románia  | 3:58,73  |
| C2 10 000 m | Vaszil Jurcsenko · Jurij Lobanov · Szovjetunió | 43:53,65 | Cherasim Munteanu · Gheorge Titu · Románia             | 44:02,19 | Buday Tamás · Vaskuti István · Magyarország  | 44:17,50 |

#### Kajak
| Versenyszám | Arany                                                                                             | Arany    | Ezüst                                                                                            | Ezüst    | Bronz                                                                                      | Bronz    |
| ----------- | ------------------------------------------------------------------------------------------------- | -------- | ------------------------------------------------------------------------------------------------ | -------- | ------------------------------------------------------------------------------------------ | -------- |
| K1 500 m    | Vlagyimir Parfenovics · Szovjetunió                                                               | 1:49,64  | John Sumeghi · Ausztrália                                                                        | 1:50,99  | Peter Hempel · NDK                                                                         | 1:51,17  |
| K1 1000 m   | Rüdiger Helm · NDK                                                                                | 3:58,61  | Ion Bîrlădeanu · Románia                                                                         | 3:59,86  | Felix Masár · Csehszlovákia                                                                | 4:01,04  |
| K1 10 000 m | Milan Janić · Jugoszlávia                                                                         | 46:01,84 | Einar Rasmussen · Norvégia                                                                       | 46:02,75 | Nyikolaj Sztyepanyenko · Szovjetunió                                                       | 46:06,22 |
| K2 500 m    | Vlagyimir Parfenovics · Szergej Csuhraj · Szovjetunió                                             | 1:37,57  | Bernd Olbricht · Rüdiger Helm · NDK                                                              | 1:39,00  | Alain Lebas · Francis Hervieu · Franciaország                                              | 1:40,60  |
| K2 1000 m   | Einar Rasmussen · Olaf Søyland · Norvégia                                                         | 3:36,19  | Bakó Zoltán · Szabó István · Magyarország                                                        | 3:36,98  | Szergej Csuhraj · Vlagyimir Tajnyikov · Szovjetunió                                        | 3:37,47  |
| K2 10 000 m | Nicuşor Eşanu · Ion Bîrlădeanu · Románia                                                          | 41:27,80 | Nyikolaj Asztapkovics · Viktor Bukanov · Szovjetunió                                             | 41:31,99 | Herminio Menéndez · Luis Gregario Ramos · Spanyolország                                    | 41:33,33 |
| K4 500 m    | Bernd Duvigneau · Harald Marg · Jürgen Dittrich · Roland Graupner · NDK                           | 1:30,02  | Szergej Sinkarenko · Jonas Zautra · Szergej Csuhraj · Vlagyimir Tajnyikov · Szovjetunió          | 1:31,02  | Ryszard Oborski · Daniel Wełna · Grzegorz Kołtan · Grzegorz Śledziewski · Lengyelország    | 1:31,48  |
| K4 1000 m   | Bernd Duvigneau · Rüdiger Helm · Harald Marg · Bernd Olbricht · NDK                               | 3:14,43  | Ryszard Oborski · Daniel Wełna · Grzegorz Kołtan · Grzegorz Śledziewski · Lengyelország          | 3:15,65  | Alekszandr Saparenko · Szergej Nagornij · Alekszandr Avgyejev · Jonas Zautra · Szovjetunió | 3:16,31  |
| K4 10 000 m | Alekszandr Saparenko · Szergej Nyikolszkij · Szergej Nagornij · Alekszandr Avgyejev · Szovjetunió | 36:05,46 | Andrzej Klimaszewski · Krzysztof Lepianka · Zbigniew Torzecki · Zdzisław Szubski · Lengyelország | 36:07,96 | Benkó Tamás · Konecsni Péter · Szabó László · Romhányi Zoltán · Magyarország               | 36:13,35 |

## Eredmények

### Nők

#### Kajak
| Versenyszám | Arany                                                                    | Arany   | Ezüst                                                                                            | Ezüst   | Bronz                                                                       | Bronz   |
| ----------- | ------------------------------------------------------------------------ | ------- | ------------------------------------------------------------------------------------------------ | ------- | --------------------------------------------------------------------------- | ------- |
| K1 500 m    | Roswitha Eberl · NDK                                                     | 2:04,47 | Galina Alekszejeva · Szovjetunió                                                                 | 2:06,93 | Rajnai Klára · Magyarország                                                 | 2:08,45 |
| K2 500 m    | Natalja Kalasnyikova · Nyina Doroh · Szovjetunió                         | 1:54,19 | Marion Rösiger · Martina Bischof · NDK                                                           | 1:54,32 | Agafia Orlov · Natasia Nichitov · Románia                                   | 1:55,71 |
| K4 500 m    | Marion Rösiger · Martina Bischof · Birgit Fischer · Roswitha Eberl · NDK | 1:42,60 | Galina Alekszejeva · Nagyezsda Trahimjonok · Tatyjana Korsunova · Larisza Nyedviga · Szovjetunió | 1:45,32 | Agafia Orlov · Natasia Nichitov · Maria Nicolae · Adriana Tarasov · Románia | 1:45,53 |

## A magyar csapat
Az 1979-es magyar vb keret tagjai:
| férfiak kajak | férfiak kajak                                                | férfiak kajak      |
| ------------- | ------------------------------------------------------------ | ------------------ |
| K1 500 m      | Deme József                                                  | nem jutott döntőbe |
| K2 500 m      | Császár Attila Szélesi Tamás                                 | 5.                 |
| K4 500 m      | Juhász Miklós Nyírádi György Rátkai János Fábián István      | 7                  |
| K1 1000 m     | Csapó Géza                                                   | 5.                 |
| K2 1000 m     | Bakó Zoltán Szabó István                                     | Ezüstérem          |
| K4 1000 m     | Kadler Gusztáv Kosztyán József Svidró József Sztanity Zoltán | 5.                 |
| K1 10 000 m   | Joós István                                                  | 6.                 |
| K2 10 000 m   | Bakó Zoltán Szabó István                                     | 4.                 |
| K4 10 000 m   | Benkó Tamás Konecsni Péter Szabó László Romhányi Zoltán      | Bronzérem          |

| férfi kenu  | férfi kenu                   | férfi kenu |
| ----------- | ---------------------------- | ---------- |
| C1 500 m    | Lichtenberger Tamás          | 9.         |
| C2 500 m    | Foltán László Vaskuti István | 6.         |
| C1 1000 m   | Wichmann Tamás               | Aranyérem  |
| C2 1000 m   | Buday Tamás Frey Oszkár      | Ezüstérem  |
| C1 10 000 m | Wichmann Tamás               | Aranyérem  |
| C2 10 000 m | Buday Tamás Vaskuti István   | Bronzérem  |

| nők      | nők                                                                | nők       |
| -------- | ------------------------------------------------------------------ | --------- |
| K1 500 m | Rajnai Klára                                                       | Bronzérem |
| K2 500 m | Dragos Ágnes Pozsonyi Ágnes                                        | 5.        |
| K4 500 m | Andrássy Katalin Makatura Erzsébet Povázsán Katalin Pozsonyi Ágnes | 5.        |